# Neobisium tantaleum rivale
Neobisium tantaleum rivale es una subespecie de arácnido del orden Pseudoscorpionida de la familia Neobisiidae.

## Distribución geográfica
Se encuentra en los territorios del sureste de Europa, en la zona de los Balcanes en el área abarcada por la ex Yugoslavia.